# Forêts tempérées décidues et mixtes
Localisation
Les forêts tempérées décidues et mixtes, forêts tempérées caducifoliées ou forêts némorales forment un vaste biome transcontinental constitué de grandes forêts d'arbres à feuilles caduques, c'est-à-dire qui tombent durant la saison hivernale.

## Situation
Ce type de végétation couvre l'Europe de l'Ouest et centrale, l'est de la Russie, une partie du Caucase, de la Chine, et de l'Himalaya, le nord-est du continent américain aux États-Unis et au Canada, ainsi que la Nouvelle-Zélande et des zones côtières d'Amérique du Sud et d'Australie.
Cette forêt a été grandement détruite ou endommagée depuis des millénaires par les défrichements humains notamment dus à l'agriculture, la sédentarisation et l'explosion démographique, et l'exploitation du bois (dont la construction navale depuis l'époque romaine qui a littéralement dévasté le pourtour méditerranéen).

## Climat
Les forêts mixtes ou tempérées sont situées dans des régions suffisamment arrosées à climats tempérés, généralement de type océanique, subtropical humide ou semi-continental si l'hiver n'est pas trop froid.

## Biomasse
La biomasse de ce genre de forêt est relativement grande. Près de la moitié est dans le sol, l'autre moitié est sur pied.

## Biodiversité
Ces forêts abritent une diversité très élevée de champignons et invertébrés notamment, ainsi probablement que de bactéries et autres microorganismes. Des cortèges d'espèces typiquement forestières ou strictement dépendantes du bois mort sont en régression du fait de la rareté en bois mort et de la fragmentation forestière notamment.
En 2012, en France, le Muséum national d'histoire naturelle, Natureparif, et l’association Noé Conservation ont lancé un suivi participatif pour avancer dans la compréhension du fonctionnement des écosystèmes boisés, particulièrement touchés par les activités humaines, et pour mieux connaître l’état de santé de nos forêts.

## Structure
Les forêts tempérées sont structurées de quatre strates :
- Une canopée d'arbres matures de grandes tailles;
- Un ensemble d'arbres en pleine croissance;
- Une basse couche d'arbustes;
- Une couche au sol constituée d'herbes.

## Listes des écorégions
La variété floristique et la luxuriance végétale permettent de distinguer plusieurs nuances :
- La forêt de feuillus d'Europe et d'Asie occidentale
- La forêt appalachienne
- La forêt mixte laurentienne
- La forêt mixte du sud-est chinois
- La forêt mixte du sud-est des États-Unis

| Écozone Australasienne                                      | Écozone Australasienne                                                                                   |
| ----------------------------------------------------------- | --- |
| Forêts tempérées de l'île Chatham                           | Nouvelle-Zélande                                                                                         |
| Forêts tempérées d'Australie orientale                      | Australie                                                                                                |
| Forêts tempérées du Fiordland                               | Nouvelle-Zélande                                                                                         |
| Forêts tempérées de la côte de Nelson                       | Nouvelle-Zélande                                                                                         |
| Forêts tempérées de l'île du Nord                           | Nouvelle-Zélande                                                                                         |
| Forêts tempérées de kauris de l'île du Nord                 | Nouvelle-Zélande                                                                                         |
| Forêts tempérées de Rakiura                                 | Nouvelle-Zélande                                                                                         |
| Forêts tempérées de Richmond                                | Nouvelle-Zélande                                                                                         |
| Forêts tempérées du Sud-Est australien                      | Australie                                                                                                |
| Forêts tempérées de l'île du Sud                            | Nouvelle-Zélande                                                                                         |
| Forêts des massifs centraux de Tasmanie                     | Australie                                                                                                |
| Forêts tempérées de Tasmanie                                | Australie                                                                                                |
| Forêts pluviales tempérées de Tasmanie                      | Australie                                                                                                |
| Forêts tempérées de Nouvelle-Zélande occidentale            | Nouvelle-Zélande                                                                                         |
| Écozone Indomalais                                          | |
| Forêts de feuillus de l'Himalaya oriental (en)              | Bhoutan, Inde, Népal                                                                                     |
| Forêts tempérées du Nord du Triangle                        | Myanmar                                                                                                  |
| Forêts de feuillus de l'Himalaya occidental (en)            | Inde, Népal, Pakistan                                                                                    |
| Écozone Néarctique                                          | |
| Forêts des hauts plateaux de l'Allegheny (en)               | États-Unis                                                                                               |
| Forêts mésophiles mixtes des Appalaches (en)                | |
| Forêts des Appalaches et des Blue Ridge (en)                | États-Unis                                                                                               |
| Forêts de feuillus du centre des États-Unis (en)            | États-Unis                                                                                               |
| Forêts du centre-est du Texas (en)                          | États-Unis                                                                                               |
| Forêts transitionnelles de l'Est                            | États-Unis, Canada                                                                                       |
| Forêts des basses-terres de l'Est des Grands Lacs           | États-Unis, Canada                                                                                       |
| Forêts des basses-terres du Golfe du Saint-Laurent          | Canada                                                                                                   |
| Forêts des basses-terres du Mississippi (en)                | États-Unis                                                                                               |
| Forêts de la Nouvelle-Angleterre et de l'Acadie             | États-Unis, Canada                                                                                       |
| Forêts côtières du Nord-Est (en)                            | États-Unis                                                                                               |
| Forêts des monts Ozark (en)                                 | États-Unis                                                                                               |
| Forêts mixtes du Sud-Est (en)                               | États-Unis                                                                                               |
| Forêts du Sud des Grands Lacs                               | États-Unis, Canada                                                                                       |
| Forêts transitionnelles du Mid-Ouest supérieur (en)         | États-Unis                                                                                               |
| Forêts de l'Ouest des Grands Lacs                           | États-Unis, Canada                                                                                       |
| Forêts de la vallée de la Willamette                        | États-Unis                                                                                               |
| Écozone Néotropique                                         | |
| Forêts tempérées des iles Juan Fernandez                    | Chili |
| Forêts magellaniques subpolaires                            | Argentine, Chili                                                                                         |
| Forêts de polylepis                                         | Bolivie, Pérou                                                                                           |
| Forêts tempérées des iles San Felix et San Ambrosio (en)    | Îles Desventuradas (Chili)                                                                               |
| Forêts tempérées valdiviennes                               | Argentine, Chili                                                                                         |
| Écozone Paléarctique                                        | |
| Forêts sempervirentes de Madère                             | Portugal                                                                                                 |
| Forêts mixtes tempérées des Açores                          | Portugal                                                                                                 |
| Forêts mixtes cantabriques                                  | Portugal, Espagne                                                                                        |
| Forêts de conifères et mixtes des Pyrénées                  | Andorre, France, Espagne                                                                                 |
| Forêts de feuillus celtiques                                | Irlande, Royaume-Uni                                                                                     |
| Forêts de hêtres des basses terres anglaises                | Royaume-Uni                                                                                              |
| Forêts mixtes humides de l'Atlantique Nord                  | Irlande, Royaume-Uni                                                                                     |
| Forêts mixtes atlantiques                                   | Belgique, Danemark, France, Allemagne, Pays-Bas                                                          |
| Forêts mixtes de la Baltique                                | Danemark, Allemagne, Pologne, Suède                                                                      |
| Forêts mixtes d'Europe centrale                             | Autriche, Biélorussie, République tchèque, Allemagne, Lituanie, Moldavie, Pologne                        |
| Forêts mixtes sarmatiques                                   | Biélorussie, Estonie, Finlande, Lettonie, Lituanie, Norvège, Russie, Suède                               |
| Forêts mixtes du bassin du Pô                               | Italie                                                                                                   |
| Forêts décidues d'altitude des Apennins                     | Italie                                                                                                   |
| Forêts de feuillus d'Europe occidentale                     | Autriche, République tchèque, France, Allemagne, Suisse                                                  |
| Forêts mixtes pannoniques                                   | Autriche, Bosnie-Herzégovine, Croatie, Tchéquie, Hongrie, Roumanie, Serbie, Slovaquie, Slovénie, Ukraine |
| Forêts mixtes d'altitude des Rhodopes                       | Bulgarie, Grèce, Macédoine, Serbie                                                                       |
| Forêts mixtes des Alpes dinariques (en)                     | Albanie, Bosnie-Herzégovine, Croatie, Italie, Monténégro, Serbie, Slovénie                               |
| Steppe boisée d'Europe orientale                            | Bulgarie, Moldavie, Roumanie, Russie, Ukraine                                                            |
| Forêts mixtes des Balkans                                   | Bulgarie, Grèce, Macédoine, Roumanie, Serbie, Turquie                                                    |
| Forêts décidues d'Anatolie orientale                        | Turquie                                                                                                  |
| Steppe et forêts claires d'Anatolie centrale (en)           | Turquie                                                                                                  |
| Forêts de feuillus du Pont-Euxin et de la Colchide          | Géorgie, Turquie                                                                                         |
| Forêts mixtes du Caucase (en)                               | Arménie, Azerbaïdjan, Géorgie, Russie, Turquie                                                           |
| Forêts mixtes hyrcaniennes de la Caspienne                  | Azerbaïdjan, Iran                                                                                        |
| Steppe boisée des monts Zagros                              | Iran, Iraq, Turquie                                                                                      |
| Forêts subméditerranéennes de Crimée                        | Russie, Ukraine                                                                                          |
| Forêts de feuillus et mixtes de l'Oussouri                  | Russie                                                                                                   |
| Forêts hémiboréales de Sibérie occidentale (en)             | Russie                                                                                                   |
| Forêts mixtes du Sud de Sakhaline et des Kouriles           | Russie                                                                                                   |
| Forêts mixtes de la plaine du Huang He                      | Chine |
| Forêts de feuillus sempervirentes du bassin du Sichuan      | Chine |
| Forêts décidues et steppe du bassin du Tarim (en)           | Chine |
| Forêts sempervirentes des monts Daba (en)                   | Chine |
| Forêts mixtes du plateau de lœss du centre de la Chine (en) | Chine |
| Forêts décidues des monts Qinling (en)                      | Chine |
| Forêts décidues de la plaine de la Chine du Nord-Est (en)   | Chine |
| Forêts sempervirentes de la plaine du Chang Jiang           | Chine |
| Forêts mixtes de Mandchourie                                | Chine, Corée du Nord, Russie, Corée du Sud                                                               |
| Forêts mixtes des monts Changbai                            | Chine, Corée du Nord                                                                                     |
| Forêts décidues de Corée centrale                           | Corée du Nord, Corée du Sud                                                                              |
| Forêts sempervirentes de Corée méridionale                  | Corée du Sud                                                                                             |
| Forêts sempervirentes du Taiheiyo                           | Japon |
| Forêts décidues d'altitude du Taiheiyo (en)                 | Japon |
| Forêts décidues de Hokkaidō                                 | Japon |
| Forêts sempervirentes du Nihonkai (en)                      | Japon |
| Forêts décidues d'altitude du Nihonkai                      | Japon |